# Emporio (Santoryn)
Emporio – wieś w południowo-środkowej części wyspy Santoryn w archipelagu Cyklad w gminie Thira, Grecja.

## Zabytki
- kościół Agios Nikolaos Marmaritis wzniesiony w miejscu starożytnej świątyni;
- kościół Panagia Messani z ikonami z XV wieku i drewnianym ikonostasem[1].